# Lumberjacks de Muskegon (USHL)
Les Lumberjacks de Muskegon sont une franchise amatrice de hockey sur glace situé à Muskegon dans l'État du Michigan aux États-Unis. Elle est dans la division est de la USHL.

## Historique
L'équipe a été créée en 2010 par les frères Lou et Josh Mervis, propriétaite de la compagnie Blue Ox Hockey.
À l'été 2013, l'équipe est vendue à trois anciens joueurs de la LNH, soit John Vanbiesbrouck et les frères Chris et Peter Ferraro.

## Résultats
| No | Saison    | Entraîneur(s) | Saison régulière | Saison régulière | Saison régulière | Saison régulière | Saison régulière | Saison régulière | Saison régulière | Saison régulière | Saison régulière      | Saison régulière | Séries éliminatoires | Séries éliminatoires | Séries éliminatoires | Séries éliminatoires | Séries éliminatoires                      | Séries éliminatoires |
| No | Saison    | Entraîneur(s) | PJ               | V                | D                | DP               | DF               | Pts              | BP               | BC               | Classement            | PJ               | V                    | D                    | BP                   | BC                   | Progression                               |                      |
| -- | --------- | ------------- | ---------------- | ---------------- | ---------------- | ---------------- | ---------------- | ---------------- | ---------------- | ---------------- | --------------------- | ---------------- | -------------------- | -------------------- | -------------------- | -------------------- | ----------------------------------------- | -------------------- |
| 1  | 2010-2011 | Kevin Patrick | 60               | 24               | 28               | 3                | 5                | 56               | 187              | 235              | 5e de la division est | 6                | 3                    | 3                    | 17                   | 20                   | 2-0 USNDT 1-3 RoughRiders de Cedar Rapids |                      |
| 2  | 2011-2012 | Kevin Patrick | 60               | 17               | 35               | 6                | 2                | 42               | 164              | 238              | 8e de la division est | Non qualifiés    | Non qualifiés        | Non qualifiés        | Non qualifiés        | Non qualifiés        | Non qualifiés                             |                      |
| 3  | 2012-2013 | Jim McKenzie  | 64               | 31               | 23               | 10               | 0                | 72               | 183              | 175              | 4e de la division est | 3                | 0                    | 3                    | 6                    | 11                   | 0-3 Fighting Saints de Dubuque            |                      |
| 4  | 2013-2014 | Todd Krygier  |                  |                  |                  |                  |                  |                  |                  |                  | division est          |                  |                      |                      |                      |                      |                                           |                      |